# Devon (kobasica)
Devon je vrsta hladne kobasice koja se može pronaći na tržištima Australije i Novog Zelanda koja je izrađena iz prerađenog svinjskog mesa, začina te veziva. Devon sličan je mesnom naresku ili spamu koji se može pronaći na tržištu SAD-a. Prije Prvog svjetskog rata devon je bila poznata kao "njemačka kobasica" koja je zbog neprijateljstava izašla iz uporabe. U nekim dijelovima Australije umjesto devon rabi se naziv "belgijska kobasica" (eng. belgium sausage)